# کبوتردریایی بال‌زن
کبوتردریایی بال‌زن (نام علمی: Puffinus gavia) نام یک گونه از سرده کبوتردریایی‌های آب‌شکاف است.